# Daði Freyr
Daði Freyr Pétursson (islandska izgovarjava: taːðɪ freiːr̥ ˈpʰjɛːtʏr̥sɔn), profesionalno znan kot Daði Freyr, islandski glasbenik, * 30. junij 1992, Reykjavik, Islandija
Daði živi v Berlinu v Nemčiji. Na Evroviziji 2020 bi moral predstavljati Islandijo s pesmijo »Think About Things«, vendar je bil izbor odpovedan zaradi pandemije COVID-19. Namesto tega je predstavljal Islandijo na Evroviziji 2021 s pesmijo »10 Years« in se uvrstil na četrto mesto.

## Zgodnje življenje
Daði se je rodil v Reykjavíku, vendar je do devetega leta odraščal na Danskem, nato pa se je njegova družina preselila na Islandijo in se naselila v južni regiji, najprej v Laugalandu, kasneje pa v Ásahreppurju. Daði je leta 2012 diplomiral na islandski šoli Fjölbrautaskóli Suðurlands, leta 2017 pa je diplomiral iz glasbenega menedžmenta in avdio produkcije v Berlinu.

## Glasbena kariera
V mladosti je Daði igral bobne in se učil klavirja ter bas kitare. S prijateljem Kristjanom Pálmijem je soustanovil skupino RetRoBot. Kasneje sta se skupini pridružila pevec Gunnlaugur Bjarnason in kitarist Guðmundur Einar Vilbergsson, ki ju je spoznal na multikulturni šoli v južni Islandiji. Leta 2012 je skupina RetRoBot zmagala na tekmovanju Músíktilraunir (»Glasbeno eksperimentiranje«), Daði pa je bil izbran za najboljšega elektronskega glasbenika leta. Skupina RetRoBot je leto kasneje izdala album Blackout.

### Söngvakeppnin in Evrovizija
Leta 2017 je Daði sodeloval na Söngvakeppninu (nacionalni izbor za predstavitev Islandije na Evroviziji 2017) s pesmijo »Is This Love?« (islandsko Hvað með það?). Pri nastopih ga je na odru podpirala skupina, ki so jo sestavljali njegova sestra Sigrún Birna Pétursdóttir, žena Árný Fjóla Ásmundsdóttir in prijatelji Hulda Kristín Kolbrúnardóttir, Stefán Hannessó, Jóhannsson – znani tudi kot Daði og Gagnamagnið. Gagnamagnið  dobesedno pomeni »količina podatkov« in je islandska beseda za  »podatkovni načrt«. Nastopili so v značilnih zelenih puloverjih, na katerih so bile natisnjene slike njihovih obrazov v slikovnih pikah.  Uvrstili so se na drugo mesto, za Svalo Björgvinsdóttir, ki je izvedla pesem »Paper«.
Daði je ponovno sodeloval na Söngvakeppninu 2020, in sicer s pesmijo »Think About Things«  (nadomestna islandska različica z naslovom »Gagnamagnið«). Tako kot na Söngvakeppninu 2017 je Daði nastopil tudi leta 2020 s svojo skupino, tokrat pod nazivom Gagnamagnið. Na tekmovanju so zmagali in bili tako izbrani za islandske predstavnike na Evroviziji 2020, ki pa je bila kasneje odpovedana zaradi pandemije COVID-19. Več držav, ki bi sodelovale na Evroviziji 2020, je organiziralo svoja lastna alternativna tekmovanja, ki so predvajala predstavnike in izbrala zmagovalca. Skupina Daði og Gagnamagnið je zmagala na šestih tovrstnih tekmovanjih, in sicer v Avstriji (Der kleine Song Contest), Avstraliji, na Danskem, Finskem, Norveškem in Švedskem..  23. oktobra 2020 so objavili, da bo skupina Daði & Gagnamagnið sodelovala na Evroviziji 2021. Izvedli so pesem »10 Years«. Na izboru v polfinalu in finalu niso nastopili v živo, temveč so predvajali njihov posnetek z druge vaje, saj je bil član skupine pozitiven na COVID-19. V finalu so s 378 točkami končali na četrtem mestu.

## Osebno življenje
Daði je poročen z Árný Fjólo Ásmundsdóttir. Njuna hči  Áróra, rojena leta 2019, je bila navdih za besedilo pesmi »Think About Things«.
Daði je visok 208 cm.  Ima svojo aplikacijo, imenovano »Neon Planets«.  Njegov oče je igral bongo za Katlo Maria na Söngvakeppniju 1993, ki si je s pesmijo »Samba« uvrstila na drugo mesto, od skupno deset tekmovalcev.

## Diskografija

### Studijski albumi
| Naslov | Podrobnosti                                                                       |
| ------ | --------------------------------------------------------------------------------- |
| & Co.  | - Objavljeno: 12. junij 2019 - Format: digitalni prenos, CD - Oznaka: Samlist ehf |

### EP-ji
| Naslov      | Podrobnosti                                                                         | Najvišja uvrstitev na lestvicah |
| Naslov      | Podrobnosti                                                                         | FIN                             |
| ----------- | ----------------------------------------------------------------------------------- | ------------------------------- |
| Næsta Skref | - Objavljeno: 26. oktobra 2017 - Format: digitalni prenos, CD - Oznaka: Samoprodaja | -                               |
| Welcome     | - Objavljeno: 21. maja 2021 - Oblika: digitalni prenos, pretakanje - Oznaka: AWAL   | 23                              |

### Pesmi (singli)
| Naslov                                                          | Leto | Najvišja uvrstitev na lestvicah | Najvišja uvrstitev na lestvicah | Najvišja uvrstitev na lestvicah | Najvišja uvrstitev na lestvicah | Najvišja uvrstitev na lestvicah | Najvišja uvrstitev na lestvicah | Najvišja uvrstitev na lestvicah | Najvišja uvrstitev na lestvicah | Najvišja uvrstitev na lestvicah | Nagrada za prodajo | Album                       |
| Naslov                                                          | Leto | ICE                             | BEL (FL)                        | BEL (WA)                        | IRE                             | NLD                             | NOR                             | SCO                             | SWE                             | UK                              | Nagrada za prodajo | Album                       |
| --------------------------------------------------------------- | ---- | ------------------------------- | ------------------------------- | ------------------------------- | ------------------------------- | ------------------------------- | ------------------------------- | ------------------------------- | ------------------------------- | ------------------------------- | ------------------ | --------------------------- |
| »Seinni Tíma Vandamál«                                          | 2018 | —                               | —                               | —                               | —                               | —                               | —                               | —                               | —                               | —                               |                    | Singli niso izšli na albumu |
| »Skiptir Ekki Máli«                                             | 2018 | —                               | —                               | —                               | —                               | —                               | —                               | —                               | —                               | —                               |                    | Singli niso izšli na albumu |
| »Allir Dagar Eru Jólin Með Þér«                                 | 2018 | —                               | —                               | —                               | —                               | —                               | —                               | —                               | —                               | —                               |                    | Singli niso izšli na albumu |
| »Heyri Ekki« (featuring Don Tox)                                | 2019 | —                               | —                               | —                               | —                               | —                               | —                               | —                               | —                               | —                               |                    | & Co.                       |
| »Endurtaka Mig« (featuring Blaer)                               | 2019 | —                               | —                               | —                               | —                               | —                               | —                               | —                               | —                               | —                               |                    | & Co.                       |
| »Ég Er Að Fíla Mig (Langar Ekki Að Hvíla Mig)«                  | 2019 | —                               | —                               | —                               | —                               | —                               | —                               | —                               | —                               | —                               |                    | Singel ni izšel na albumu   |
| »Think About Things« (kot »Daði og Gagnamagnið«)                | 2020 | 1                               | 53                              | —                               | 3                               | —                               | —                               | 10                              | 33                              | 34                              | - BPI: srebrna     | Welcome                     |
| »Where We Wanna Be«                                             | 2020 | —                               | —                               | —                               | —                               | —                               | —                               | —                               | —                               | —                               |                    | Singel ni izšel na albumu   |
| »Every Moment Is Christmas with You«                            | 2020 | —                               | —                               | —                               | —                               | —                               | —                               | —                               | —                               | —                               |                    | Singel ni izšel na albumu   |
| »Feel the Love« (z Ásdís)                                       | 2021 | 18                              | —                               | —                               | —                               | —                               | —                               | —                               | —                               | —                               |                    | Welcome                     |
| "10 Years" (kot "Daði og Gagnamagnið")                          | 2021 | 1                               | —                               | —                               | 38                              | 15                              | 33                              | —                               | 23                              | 43                              |                    | Welcome                     |
| "—" označuje pesem, ki se ni uvrstila na lestvico ali ni izšla. |      |                                 |                                 |                                 |                                 |                                 |                                 |                                 |                                 |                                 |                    |                             |